# Voices (chanson de Tusse)
Pour les articles homonymes, voir Voices.
Chansons représentant la Suède au Concours Eurovision de la chanson
Move
(2020) Hold Me Closer
(2022)
Voices est une chanson interprétée par le chanteur suédo-congolais Tusse.
Elle est sélectionnée pour représenter la Suède au Concours Eurovision de la chanson 2021, à l'issue de l'émission Melodifestivalen 2021, diffusée le 13 mars 2021.
Tusse a sortie une version française de cette chanson